# Ganluo (sockenhuvudort i Kina, Jiangxi Sheng, lat 27,21, long 114,59)
Ganluo är en sockenhuvudort i Kina. Den ligger i provinsen Jiangxi, i den sydöstra delen av landet, omkring 210 kilometer sydväst om provinshuvudstaden Nanchang. Antalet invånare är 11 675. Befolkningen består av 5 690 kvinnor och 5 985 män. Barn under 15 år utgör 18,0 %, vuxna 15-64 år 73 %, och äldre över 65 år 8,0 %.
Runt Ganluo är det ganska tätbefolkat, med 124 invånare per kvadratkilometer. Närmaste större samhälle är Zhouhu, 8,5 km sydväst om Ganluo. I omgivningarna runt Ganluo växer huvudsakligen savannskog.
Genomsnittlig årsnederbörd är 2 038 millimeter. Den regnigaste månaden är maj, med i genomsnitt 329 mm nederbörd, och den torraste är oktober, med 26 mm nederbörd.